# Педдер
Озеро Педдер (англ. Lake Pedder) — озеро, розташоване в південно-західній частині острова Тасманія в Австралії. Раніше на цьому місці знаходилося озеро природного походження з тією ж назвою — «старе» озеро Педдер. У 1972 році в результаті зведення декількох гребель була затоплена набагато більша територія, і озеро фактично перетворилося на водосховище — «нове» озеро Педдер.
Максимальна глибина «нового» озера — 43 м, а його площа — 239 км². Воно є другим за площею озером Тасманії, поступаючись лише озеру Гордон (271 км²) що знаходиться на північ від нього, і значно випереджає Грейт-Лейк (170 км²) — третє за площею озеро Тасманії.

## Географія
Озеро Педдер знаходиться в південно-західній частині острова Тасманія і входить до складу Південно-Західного національного парку. До північного краю озера Педдер можна дістатися автодорогою  Гордон-Рівер. Не доїжджаючи до озера, на південь відходить ґрунтова дорога  Скоттс-Пік-Дам, якою можна проїхати вздовж східного берега озера до самої південній його частині. Недалеко від південно-східного краю озера знаходиться гора Енн — найвища точка південно-західної частини острова Тасманія.

## Історія
«Старе» озеро Педдер було названо в 1835 році на честь Джона Педдера — першого головного судді Землі Ван-Дімена (нині Тасманії).

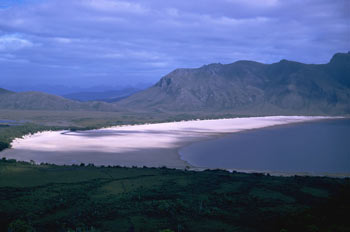
«Старе» озеро Педдер

У 1955 році озеро і прилегла до нього територія увійшли до складу нового Національного парку Лейк-Педдер.
У 1967 році тодішній прем'єр-міністр Тасманії Ерік Ріс оголосив про те, що розвиток гідроелектричного проекту Тасманії на річці Гордон вимагає модифікації Національного парку Лейк-Педдер. В результаті 1968 року парк Лейк-Педдер був включений до складу Південно-Західного національного парку.
Незважаючи на масові протести, в 1972 році велика область навколо «старого» озера Педдер була затоплена, і з'явилося «нове» озеро Педдер, яке іноді називають водосховищем Х'юон-Серпентайн, за ім'ям двох річок.

## Греблі
Були побудовані три греблі — Серпентайн (висотою 38 м), Скоттс-Пік (висотою 43 м — через неї витікає річка Х'юон) і Едгар (висотою 17 м). Цікаво, що річка Х'юон потім тече в східному напрямку і належить до басейну Тасманового моря, в той час як річка Серпентайн є притокою річки Гордон, яка тече на північний захід і (через затоку Маккуорі) впадає в Індійський океан.
Крім цього, «нове» озеро Педдер з'єднане каналом МакПартлен-Пасс з озером Гордон, так що частина води озера Педдер використовується для гідроелектростанції греблі Гордон, через яку протікає річка Гордон. Вода з озера Педдер становить приблизно 40 % потоку через греблю Гордон.